# Paul Harff
Paul Harff (* 14. Oktober 1938 in Riga) ist ein deutsch-baltischer Volkswirt und Hochschullehrer.

## Leben
Nach den Grundschulen in  Leslau, Zeesen und Stolberg (Harz) besuchte Harff ab 1952 die Oberschule in Sangerhausen. Nach dem Abitur ging er 1956 an die Ausbildungsstelle für seemännischen Nachwuchs auf dem Priwall, um bei der Handelsmarine zur See zu fahren. Nachdem er 1958 in Wuppertal-Elberfeld einen Sonderlehrgang für DDR-Abiturienten absolviert hatte, studierte er ab dem Wintersemester 1958 an der RWTH Aachen Bauingenieurwesen. Für das Studium der Volkswirtschaftslehre wechselte er im Sommersemester 1959 an die Westfälische Wilhelms-Universität und ein Jahr später an die Georg-August-Universität. Dort wurde er in der Curonia Goettingensis aktiv. Im Mai 1965 bestand er das Diplom-Examen. Als Stipendiat der Volkswagenstiftung schrieb er seine Doktorarbeit am Ibero-Amerika-Institut für Wirtschaftsforschung der Universität Göttingen, die ihn am 13. Dezember 1968 zum Dr. rer. pol. promovierte. Nach zwei Jahren bei der Deutschen BP in Hamburg ging er 1971 als Baurat an die staatliche  Ingenieurschule Lemgo. Die Hochschule Ostwestfalen-Lippe ernannte ihn im Dezember 1973 zum Professor für Volkswirtschaftslehre, Statistik und Unternehmensforschung. Zeitweise war er Prodekan und Dekan. Er wechselte 1985 an die  Gesamthochschule Paderborn und lehrte Statistik sowie Wirtschafts- und Sozialstatistik. Er saß von 1994 bis 1999 im Vorstand des  Sparkassenverbandes Westfalen-Lippe und leitete die Fachstelle Wirtschaft des  Lippischen Heimatbundes. Als Bürgermeister von Barntrup (1979–1999) sorgte er für einen Gedenkstein der Opfer des Nationalsozialismus.

## Ehrungen
- Große Westfälisch-Lippische Sparkassenmedaille
- Verdienstorden der Bundesrepublik Deutschland, Bundesverdienstkreuz am Bande (2005)